# Mária Porubszky-Angyalosine
Mária Porubszky-Angyalosine (ur. 5 listopada 1945) – węgierska szachistka, mistrzyni międzynarodowa od 1971 roku.

## Kariera szachowa
W 1970 r. zajęła III m. (za Tatianą Zatułowską i Zsuzsą Verőci) w kołowym turnieju w Balatonszeplak. W 1974 r. zadebiutowała w narodowej drużynie na szachowej olimpiadzie w Medellín, natomiast w 1976 r. podzieliła IV m. (za Walentiną Kozłowską, Brigitte Burchardt i Grażyną Szmacińska, wspólnie z Marion Heintze) w Halle. W latach 1980 i 1982 ponownie wystąpiła na olimpiadach, zdobywając trzy medale: dwa srebrne (1980, drużynowo oraz indywidualnie za wynik na III szachownicy) oraz brązowy (1982, drużynowo). W 1987 i 1991 r. dwukrotnie startowała w turniejach strefowych (eliminacji mistrzostw świata), w 1991 r. zdobyła również brązowy medal indywidualnych mistrzostw kraju. W 1992 r. wystąpiła w drugim zespole Węgier podczas drużynowych mistrzostw Europy, rozegranych w Debreczynie, natomiast w 1995 r. podzieliła III m. (m.in. za Szidónią Vajdą) w turnieju First Saturday FS02 IM w Budapeszcie. W 2008 r. podzieliła I m. w otwartym turnieju Keszthely Open w Keszthely.
Najwyższy ranking w karierze osiągnęła 1 stycznia 1987 r., z wynikiem 2240 punktów dzieliła wówczas 72-74. miejsce na światowej liście FIDE, jednocześnie zajmując 10. miejsce wśród węgierskich szachistek.